# Ilha do Veado

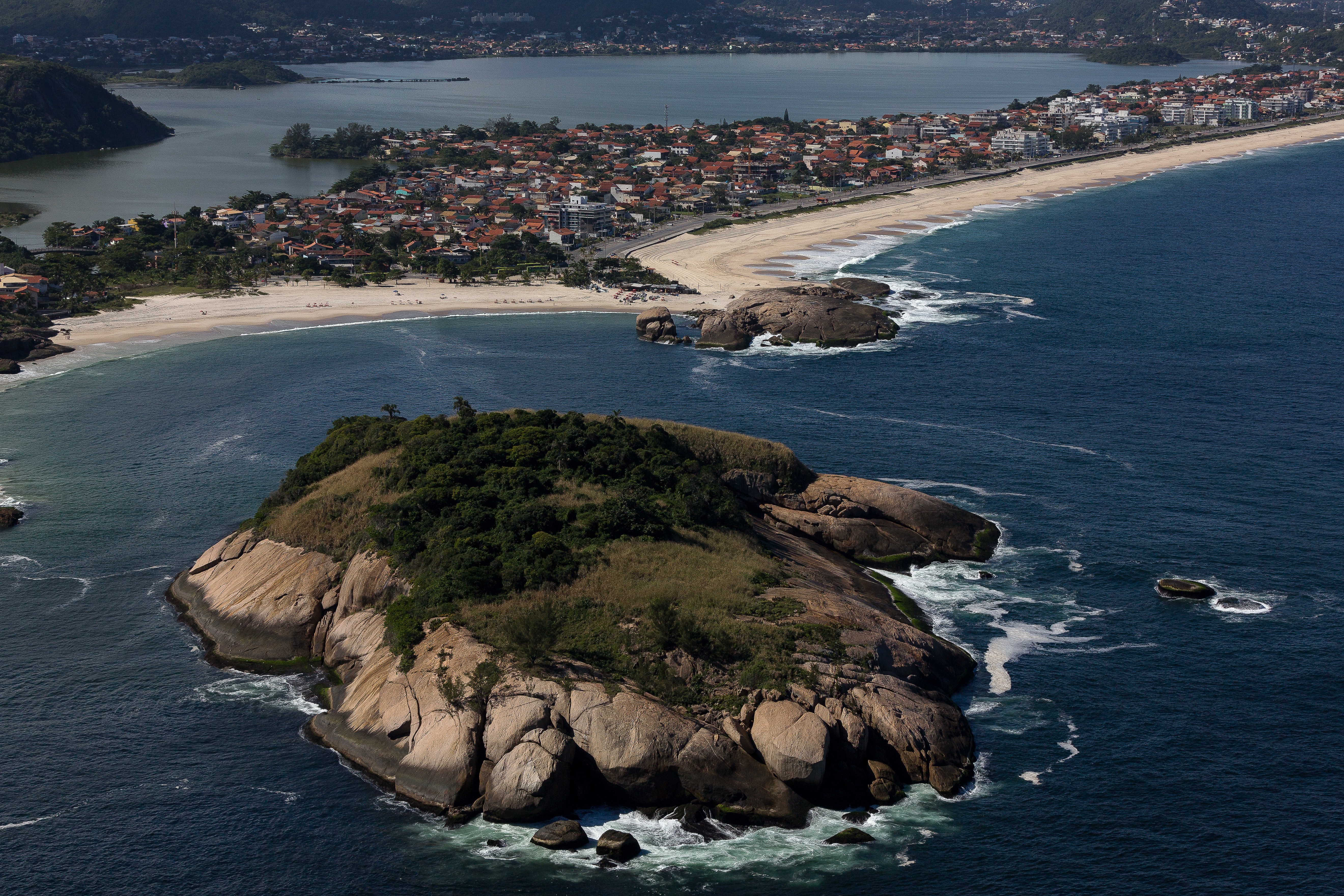
Vista aérea da ilha.

Ilha do Veado é uma ilha no Brasil. Está localizado no município de Niterói, no estado do Rio de Janeiro, na parte sudeste do país, a 900 km a sudeste da capital Brasília.